# 味之素飲食文化中心
公益財團法人味之素飲食文化中心（日语：公益財団法人 味の素食の文化センター）是日本的一個宣傳及資助研究饮食文化的組織，在1979年味之素70周年纪念日時創立，1989年改組為財團法人，2013年改組為公益財團法人。利用科际整合成立了「食之文化論壇」研究小组，其研討會有一般公眾參與。

## 历史
1979年，味之素設立了「食之文化中央準備室」以庆祝70周年纪念日（p. 20），從三餐中研究农业科学、調理学、生理学和营养學（p. 21）。
2002年財産運用失敗，營業陷入困頓（p. 35），於是在2013年4月轉移為公益財團法人。

### 脚注
1. ↑  . 北米日本研究資料調整協議会 (NCC).   [2015-04-03]. （原始内容存档于2020-09-19）.
2. ↑   (PDF). 味の素食の文化センター.   [2015-04-03]. （原始内容存档 (PDF)于2015-09-24）.
3. 1 2 3  味の素食の文化センター 2009.
4. ↑   (PDF). 味の素食の文化センター.   [2015-04-03]. （原始内容存档 (PDF)于2016-03-04）.

### 其他
- 味の素食の文化センター. . 味の素食の文化センター. 2009: 87. NCID BB04157322.
- 飯田祐史. . 専門図書館 (専門図書館協議会). 2011-03, 246: 10–14. ISSN 0385-0188.